# كودي كارلسون
كودي كارلسون (بالإنجليزية: Cody Carlson)‏ هو لاعب كرة قدم أمريكية أمريكي، ولد في 5 نوفمبر 1963 في دالاس في الولايات المتحدة.

## وصلات خارجية
- كودي كارلسون على موقع مرجع كرة القدم المحترفة.كوم (الإنجليزية)